# Callistethus pseudolepidus
Callistethus pseudolepidus är en skalbaggsart som beskrevs av Moron och Nogueira 2002. Callistethus pseudolepidus ingår i släktet Callistethus och familjen Rutelidae. Inga underarter finns listade.